# ویلیو رول
ویلیو رِوِل (انگلیسی: Viljo Revell; ۲۵ ژانویهٔ ۱۹۱۰ – ۸ نوامبر ۱۹۶۴) معمار اهل فنلاند بود.
وی همچنین برندهٔ جوایزی همچون مدال شاهزاده یوجین شده‌است.